# Accidente ferroviario de Once de 2013
El accidente ferroviario de Once de 2013, también conocido como Once II, se produjo el 19 de octubre de 2013, cuando un tren de pasajeros no se detuvo en la estación terminal Once en Buenos Aires, Argentina, hiriendo a 80 personas. En 2014 se determinó que la causa fue un descarrilamiento culposo por parte del motorman Julio Benítez, el Tribunal, basado en diferentes peritajes confirmó que no existieron fallas mecánicas en el accidente y en cambio se trató de un error humano de Benítez, quien ese día había intentado destruir el disco rígido de la formación.

## Contexto
En 2012 y 2013 se produjeron tres siniestros ferroviarios en la misma línea (Sarmiento) causados por falta de frenado de los trenes. Dos de ellos se produjeron en la estación Once. El primer siniestro se produjo el 22 de febrero de 2012, provocando la muerte de 51 personas y lesiones a 702 personas. El segundo se produjo el 13 de junio de 2013, provocando la muerte de 3 personas y lesiones a 315 personas. El tercero se produjo el 19 de octubre de 2013, provocando lesiones a 105 personas.

## Accidente
A las 07:35 (10:35 UTC) hora local, un tren de pasajeros no se detuvo en la estación Once en Buenos Aires, chocando con la parada. Un testigo, que viajaba en el tren, declaró que en el tren había problemas con las dos paradas de estación antes de la Once. Algunos de los coches terminaron en la plataforma. Se registraron más de 99 personas que resultaron heridas, cinco de gravedad. El conductor del tren, se enfrentó a un número de pasajeros que gritaban "¡Asesino!, Asesino!" con la mirada. Fue rescatado por la policía y llevado a hospital. Se informó que el conductor del tren había intentado robar el disco duro de la placa de la cámara que el tren llevaba. La policía recuperó el disco duro. El conductor del tren se encuentra actualmente detenido en el hospital, en régimen de aislamiento. Una flota de 30 ambulancias y dos helicópteros llevaron a los heridos a cerca de una docena de diferentes hospitales.

## Intento de destrucción de pruebas por parte del motorman
Luego del accidente, el motorman Benítez intentó llevarse el disco rígido donde estaba registrada la filmación de la cabina y, aunque el disco fue encontrado en su mochila, las imágenes nunca se pudieron recuperar por las rayaduras y el daño causado por Benítez al intentar destruir las pruebas. Por otra parte, en la causa se constató que el disco rígido, que captó las imágenes de cabina, y el cual luego de varios intentos sus imágenes no se pudieron recuperar debido a que estaba dañado, fue encontrado en una mochila propiedad de Benítez lo que dio la sospecha que intentó sustraerlo.

## Procesamiento del motorman
Por el siniestro en la Línea Sarmiento fue imputado por la Cámara Federal el motorman Julio Benítez, y ratificó la acusación por "descarrilamiento culposo agravado por haber causado lesiones en 105 personas", además de "sustracción de medios de prueba". Los camaristas Horacio Cattani, Eduardo Farah y Martín Irurzun, sostuvieron que: "la colisión del tren se produjo a consecuencia de un -cuanto menos- imprudente manejo de la formación por parte de Benítez".

## Causas del accidente
Según peritos judiciales, las constataciones y registros dan cuenta que en los últimos metros, no existió aplicación de ninguno de los frenos disponibles. Un informe judicial arrojó que el GSP de la formación y algunos testimonios  "corroboran el exceso de velocidad verificado en diferentes momentos del trayecto y, en particular, la inmediatez de su reducción al arribar a determinados lugares". La Cámara Federal confirmó el procesamiento contra Julio Benitez por "descarrilamiento culposo" el motorman que conducía la formación.